# Pepper MaShay
Pepper MaShay (Muncie, Indiana, 1953. március 8. –) amerikai soul- és dance-pop énekes, dalszerző. Gyerekkorában Janis Joplin, Joni Mitchell és Bob Dylan dalai inspirálták. Húszas éveiben hagyta el Indianát karriert építeni.

## Pályafutása
Mashay vokálénekes volt Tina Turner „What's Love Got to Do with It” című filmje zenéjéhez. Két napot töltött Tina Turnerrel, akiről azt mondta: „Ő rock and roll”.
1995-ben akkori menedzsere felvette a kapcsolatot Michael O'Hara]]-val, hogy dolgozzanak egy demón. Öt dalt írtak, de a dalok soha nem jutottak el a sikerhez. Mashay végül írt egy „Something to Feel” című dalt, amelyet az Island Records megvásárolt.
Mashay kiterjedt önéletrajzzal rendelkezik háttér- és stúdióénekesként végzett munkásságáról. Legjelentősebb munkája a The Marvelettes 1980-as évekbeli újjáalakulásában volt.
Mashay vokalistaként számos olyan számot adott ki, amelyek jól szerepeltek az amerikai Hot Dance Club Play és a Hot Dance Airplay listákon. Hangja leginkább a Barry Harris "Dive in the Pool" című számában elhangzó "Let's get soaking wet!"ról ismert, amely az amerikai ""Queer as Folk televíziós sorozatban való szerepeltetésének köszönhetően vált híressé. Egy másik Harris-szel közös dal, az "I Got My Pride" 2001-ben a második helyet érte el az amerikai Hot Dance Music/Club Play listán. 
2006. végén Pepper Mashay megszerezte első szóló listavezető helyét az amerikai Hot Dance Music/Club Play listán a "Lost Yo Mind" című dallal. A dal jól szerepelt a Hot Dance Airplay slágerlistáin. 
Mashay 2008. végén Hugh Laurie-val turnézott a Hugh Laurie & The Copper Bottom Band tagjaként.
Mashay a Sista Jean & CB-vel is fellép, és két albumot is kiadott ezen a néven: Back to the Root (2013,  és a Heavy Weight, 2015). A Requiem for a című album Odetta, a folk & blues műfaj ikonja elötti tisztelgése.

## Albumok
- Back to the Root (2013)
- Heavy Weight (2015)

## Kislemezek
- 1995: Something to Feel
- 1995: By Any Means Necessary (& Lenny White)
- 1997: Happiness
- 1997: Not Much Heaven
- 1998: Into You
- 1998: Right Back to Love (& Subsystem)
- 1998: Step 2 Me (Grant Nelson km. Jean McClain)
- 1998: Step into My Life
- 1998: You've Got to Go (& DJ Alexia)
- 2000: Sextacy
- 2000: Here's to Life
- 2000: Dive in the Pool (& Barry Harris)
- 2001: Love Pretender (& Frank 'O Moiraghi)
- 2001: I Got My Pride
- 2001: You and Me (Feels So Good) (& Solar City)
- 2002: I Want You in My Life (& Max Iron)
- 2002: I Pledge
- 2002: Let's Runaway (& Scott Michael)
- 2002: No More Drama (& Mary J. Blige, Thunderpuss)
- 2003: Happy New Year (& Ernest Kohl)
- 2003: I Can't Stop
- 2003: You're My Inspiration
- 2004: Electro Illusion
- 2004: Signed, Sealed, Delivered I'm Yours (& Colton Ford) (Stevie Wonder feldolgozás)
- 2005: Send Me an Angel Real Life (band)
- 2005: Beauty Shop (featured in the film Beauty Shop)
- 2006: Lost Yo Mind
- 2008: Got to Give the People What They Want
- 2008: Does Your Mamma Know
- 2009: Freeway of Love (Aretha Franklin feldolgozás)
- 2009: Burning (& World of Colour)
- 2011: Love S.O.S.
- 2011: Things U Do
- 2012: Our World
- 2013: Dance Florr
- 2014: Does Your Mamma Know
- 2016: You Stop Breakin' My Heart (+ Anderson, Thatcher)
- 2022: Dancin' Lights Pt 2

## Filmek
- Pepper MaShay az IMDb-n